# 小灰腰金丝燕
小灰腰金丝燕（学名：Aerodramus francicus）是雨燕科的一种金丝燕，分布于毛里求斯和留尼旺。其自然栖息地为亚热带或热带的湿润低地森林和高海拔的灌木林、草原、洞穴、耕地及高度退化的前森林。其种群数量受栖息地破坏影响。